# La signorina-contadina
La signorina-contadina (Барышня-крестьянка, Baryšnja-krest'janka) è un film muto del 1916 diretto da Ol'ga Ivanovna Preobraženskaja, alla sua prima regia. La pellicola, la cui storia è tratta dall'omonimo racconto di Aleksandr Puškin, non è sopravvissuta. 